# Zwergenhöhle (Bielefeld)
Die Zwergenhöhle ist eine Karsthöhle gelegen am Südkamm des Teutoburger Waldes im Bielefelder Stadtbezirk Senne (Gemarkung Lämershagen/Gräfinghagen).  Das Naturdenkmal ist Bestandteil des Naturschutzgebietes „Östlicher Teutoburger Wald“ und stellt die einzige natürliche Höhle im Stadtgebiet von Bielefeld dar.

## Erkundungsgeschichte und derzeitiger Zustand
Die erste wissenschaftliche Erkundung der Höhle erfolgte kurz nach einer Ausräumung etwa im Jahr 1887 durch Julius Wilbrand. Diese erste Vermessung ergab eine Länge von 20,80 Meter. In den folgenden Jahren wurde die Höhle durch Versturzmaterial wieder weitestgehend aufgefüllt. Ende des 20. Jahrhunderts erfolgte eine erneute Ausgrabung und Vermessung der Höhle. Die derzeitige Länge der Höhle wird mit 11 Metern angegeben. Um die in der Höhle überwinternden Fledermäuse zu schützen, wurde im Jahr 2011 erstmals ein Schutzgitter an der Höhle angebracht, welches zwischenzeitlich entwendet wurde. Das Gitter ist in den Monaten September bis Mai verschlossen. Die Höhle liegt abseits der ausgewiesenen Wanderwege und ist aufgrund fehlender Beschilderung nicht leicht zu finden. Von dem südwestlich der Höhle gelegenen Wanderweg muss eine Wegstrecke von circa 120 Metern bergan absolviert werden. Die Höhle liegt auf einem Grat, etwa 50 Meter unterhalb des Gipfels des Jostmeiers Bergs 260,5 m, von dem aus sich eine gute Fernsicht auf den Bielefelder Stadtteil Sennestadt eröffnet.

## Geologie
Die Zwergenhöhle liegt in den Kreide-Kalksteinen des unteren Turonium (Lamarcki-Schichten der Oerlinghausen-Formation) im Südkamm des Teutoburger Waldes, dem geologisch jüngsten Teil dieses Mittelgebirges, am Jostmeiers Berg. Im Gegensatz zu den ersten Vermutungen von Julius Wilbrand aus dem Jahre 1887, deuten neuere geologische Untersuchungen darauf hin, dass die Entstehung der Zwergenhöhle nicht auf die „dachartige“ Aneinanderlagerung zweier Gesteinsschichten zurückzuführen ist. Vielmehr ist die Entstehung der Höhle Folge einer Zersetzung des Kalksteins durch kohlensäurehaltiges Wasser (Verkarstung). Anders als heute, lag die Höhle zum Zeitpunkt ihrer Entstehung nicht auf einem Grat, sondern unterhalb des ursprünglichen, deutlich höheren Bergrückens des Teutoburger Waldes, der noch nicht durch Längstäler geteilt war. So floss das Wasser von dem Bergrücken direkt in das Tal. Es ist davon auszugehen, dass die Höhle zu Beginn vollständig unter Wasser stand, mit zunehmender Größe zumindest teilweise noch mit Wasser gefüllt war und erst zu dem Zeitpunkt vollkommen trocken fiel, als sich durch zunehmende Erosion die Längstäler des Teutoburger Waldes bildeten.